# Lasioglossum normale
Lasioglossum normale là một loài Hymenoptera trong họ Halictidae. Loài này được Baker mô tả khoa học năm 1906.